# Ган, Сергей Дмитриевич
Сергей Дмитриевич Ган (нем. von Hahn); 1860, Санкт-Петербург — 1914/1915, Санкт-Петербург) — русский государственный деятель, товарищ министра торговли и промышленности, директор Государственного банка, директор департамента таможенных сборов Министерства финансов. Тайный советник.

## Семья

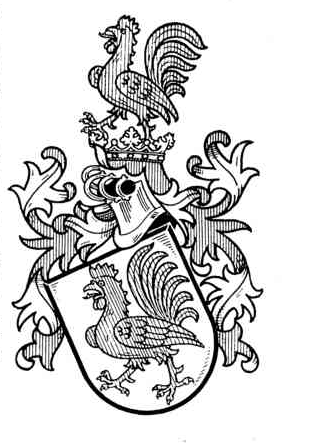
герб рода Ган

Происходил из старинного рода Ган немецкого происхождения, выехавшего из Мекленбурга во времена Анны Иоанновны, представители которого внесены в родословные книги дворян Петербургской губернии и Эзельского рыцарства. Евангелическо-лютеранского вероисповедания.
Родился 5 июня 1860 года — сын Дмитрия Карловича Гана.
В 1878 году окончил Императорский Александровский лицей. Большую часть жизни прослужил по ведомству Министерства Финансов. Являлся одним из архитекторов денежной реформы 1897 года, установившей Золотой стандарт рубля. С 1897 года — директор отделения сберегательной кассы и вскоре — директор Государственного банка.
Участвовал в заключении в январе 1906 года во Франции займа на 100 млн руб, за что и удостоился звания Командора Ордена Почётного легиона. Был членом Совета Государственного банка от министерства финансов, исполнял обязанности товарища управляющего Государственным банком.
С 1908 года — директор департамента таможенных сборов министерства финансов.
В 1909 году произведён в тайные советники. В 1910 году перешёл на службу в Министерство торговли и промышленности на должность товарища министра.
Скончался скоропостижно на рабочем месте от разрыва сердца, в возрасте пятидесяти четырёх лет, 29 декабря 1914 (11 января 1915) года. Похоронен на Новодевичьем кладбище Санкт-Петербурга.

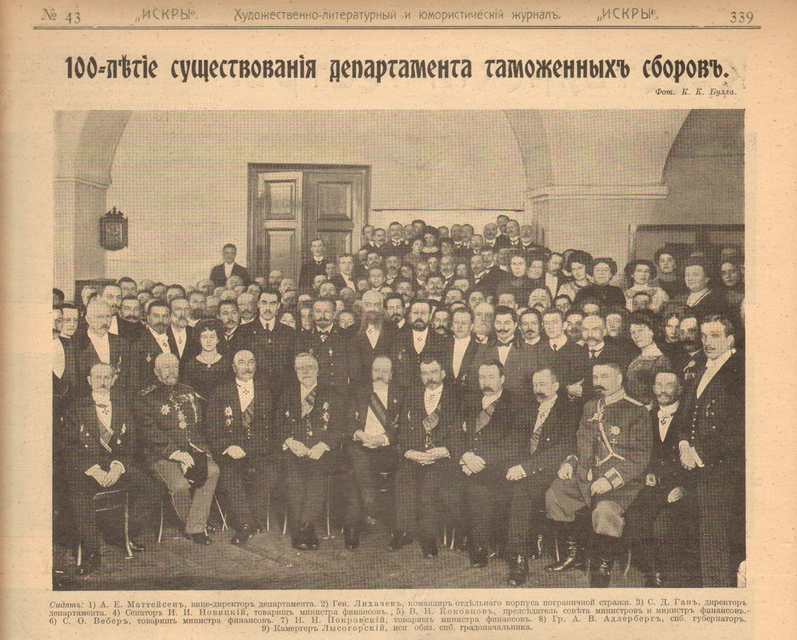
Столетие департамента таможенных сборов

## Награды
российские
- орден Святого Станислава 3-й степени (1885)
- орден Святой Анны 3-й степени (1891)
- орден Святого Владимира 3-й степени (1894)
- орден Святого Станислава 1-й степени (1906)
- орден Святой Анны 1-й степени
- орден Белого орла
- орден Святого Владимира 2-й степени

иностранные
- Командор ордена Почётного легиона
- Командор со звездой ордена Святого Олафа

## Семья
С 1883 года был женат на Елене Константиновне, урождённой фон Штейн (?—1909), дочери Константина Львовича фон Штейн. Дети: дочь Лидия, в замужестве Багговут; сын Константин (1891—1937), участник Великого Ледяного Похода, представитель Верховного Правителя при миссии генерала Нокса.